# 에이머 스포츠
에이머 스포츠 코퍼레이션(영어: Amer Sports Corporation)은 핀란드의 스포츠 용품 제조및 판매회사이다.